# Gewöhnliche Seidenpflanze
Die Gewöhnliche Seidenpflanze, auch Syrische Seidenpflanze oder Echte Seidenpflanze (Asclepias syriaca), ist eine Pflanzenart in der Unterfamilie der Seidenpflanzengewächse (Asclepiadoideae) innerhalb der Familie der Hundsgiftgewächse (Apocynaceae). Im Handel wird sie unter der Bezeichnung Papageienpflanze oder Papageienbaum verkauft. Im deutschsprachigen Raum ist auch der Trivialname Kanadische Seidenpflanze belegt. Sie wird seit 2017 von der Europäischen Union (EU) auf der Liste invasiver Pflanzenarten geführt und darf daher in der EU nicht gezüchtet, gehandelt, verwendet, getauscht, zur Fortpflanzung gebracht und in die Umwelt freigesetzt werden.

## Merkmale
Die Gewöhnliche Seidenpflanze ist eine ausdauernde krautige Pflanze, die Wuchshöhen von 1 bis 2 Meter erreicht. Es wird eine Pfahlwurzel und ein Rhizom ausgebildet. Der hellgrüne, aufrechte und feinbehaarte Stängel ist selten verzweigt und teils rötlich überlaufen. Alle Pflanzenteile enthalten einen giftigen Milchsaft.
Die kreuzgegenständigen Laubblätter sind kurz gestielt, 15 bis 30 cm lang und 5 bis 11 cm breit. Die Blattspreite ist elliptisch bis eiförmig. Die Blattunterseite ist kurzfilzig behaart. Der Blattrand ist glatt, die Spitze ist rundspitzig oder abgerundet bis stumpf und oft feinspitzig.
20 bis 130 stark duftende Blüten stehen in doldigen Blütenständen zusammen. Die gestielten Blüten sind zwittrig. Die Krone ist rosa bis purpur-weiß, grünlich. Die hutförmigen, innseitig behornten Nebenkronensegmente sind länglich-eiförmig und 3 bis 5 Millimeter lang.
Die Fruchtstiele sind abwärtsgebogen. Die grün-bräunlichen, länglich-eiförmigen Balgfrüchte sind 8 bis 15 cm lang und hornspitzig. Die Fruchtoberfläche ist weichdornig, die Balgfrüchte enthalten zahlreiche Samen. Die flachen, 6 bis 10 mm langen, ovalen und orangebraunen, kurzflügeligen Samen besitzen einen seidigen Haarschopf.

## Blütenökologie
Insekten geraten bei der Nektarentnahme mit ihren Beinen in Klemmfallen des Gynostegiums, eines Verwachsungsproduktes von Gynoeceum und Androeceum; bei der Befreiung aus den Klemmfallen haften ihren Beinen Pollinien an.

## Vorkommen
Die Gewöhnliche Seidenpflanze kommt im östlichen Nordamerika auf Feldern, Wiesen und Wegrändern vor. In Europa ist diese Art verwildert (siehe Liste invasiver gebietsfremder Arten von unionsweiter Bedeutung).
In Österreich tritt die Art in Niederösterreich und unbeständig im Burgenland und in Wien auf. Sie dient bzw. diente hier als Zier- und Bienenweidepflanze und zudem versuchsweise als Pflanze zur Gewinnung von Fasern und Kautschuk. Im pannonischen Gebiet ist die Art des Öfteren aus den Kulturen verwildert und gilt gebietsweise als eingebürgert.
Die Pflanze wurde aufgrund ihres Ausbreitungspotenzials und der Schäden in den Bereichen Biodiversität, Gesundheit bzw. Ökonomie in die Schwarze Liste der invasiven Neophyten der Schweiz aufgenommen.

## Bilder

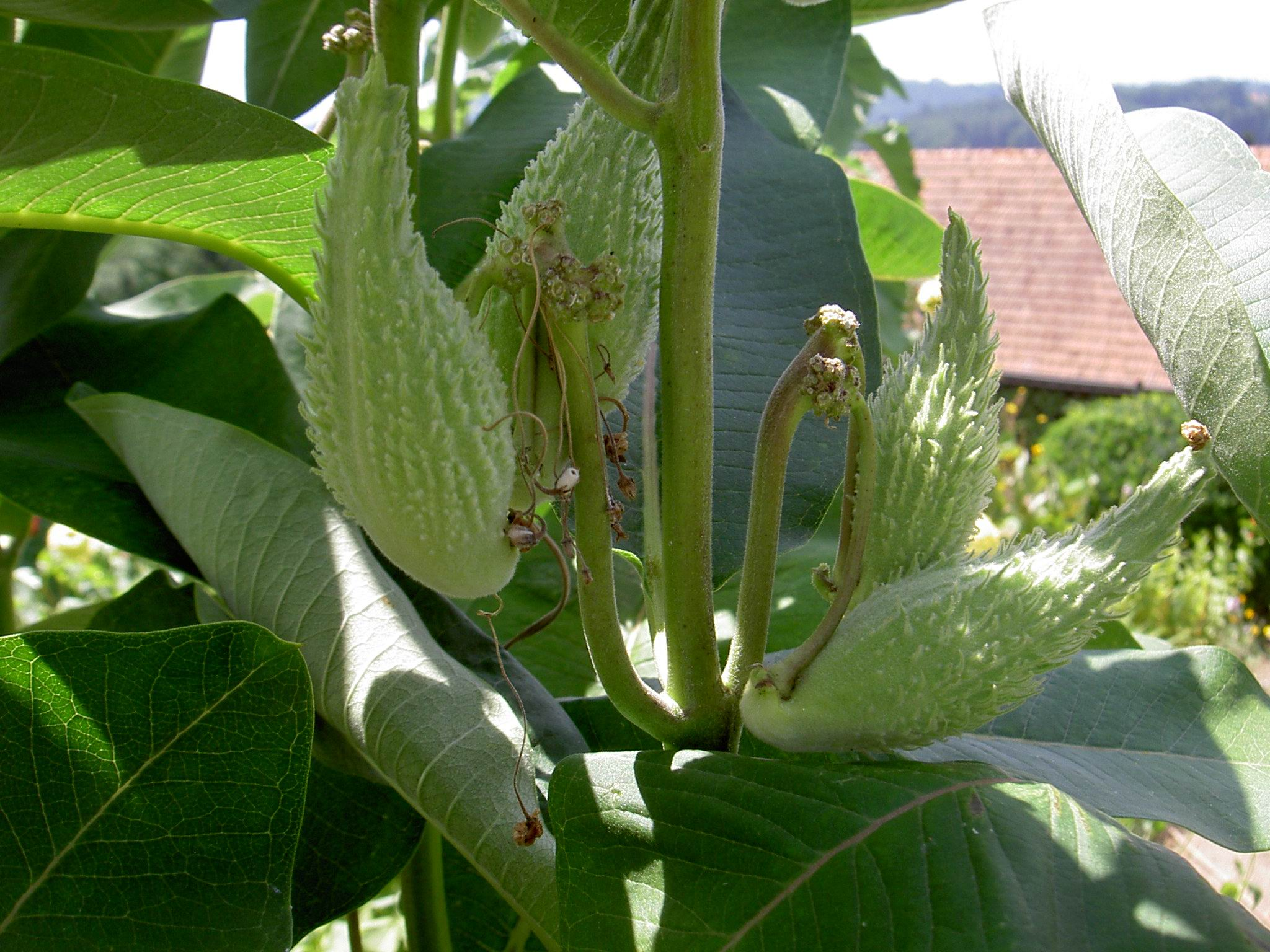
Balgfrüchte
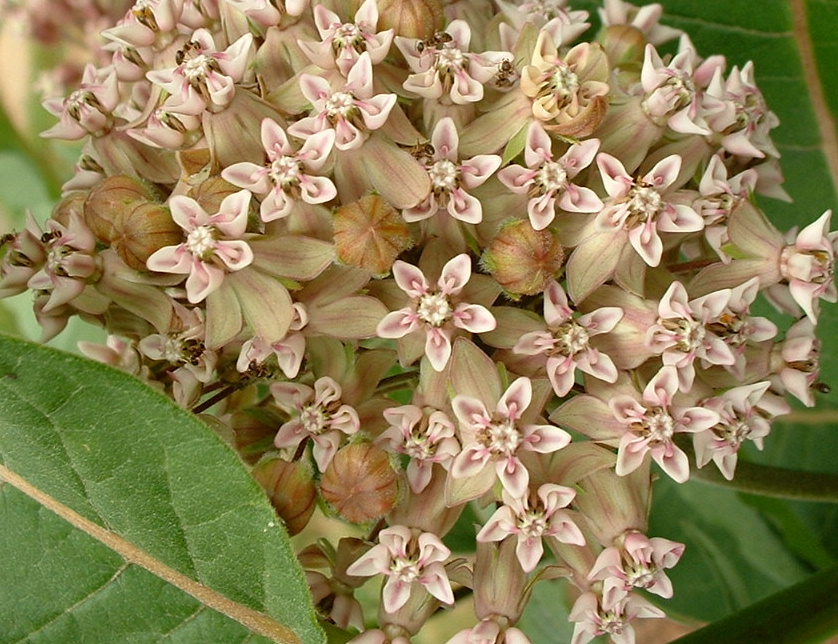
Blütenstand
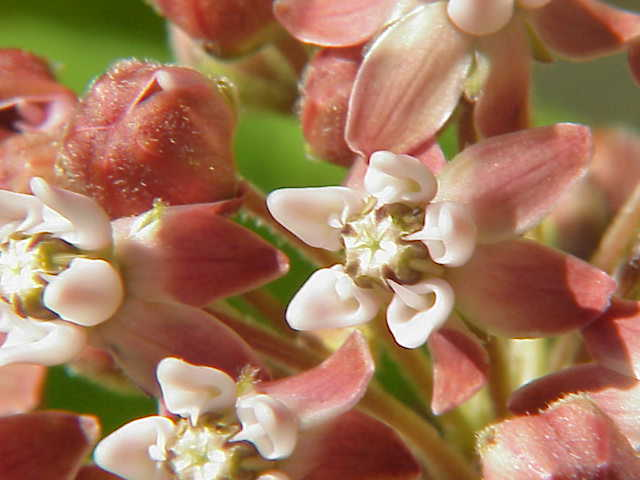
Blüten
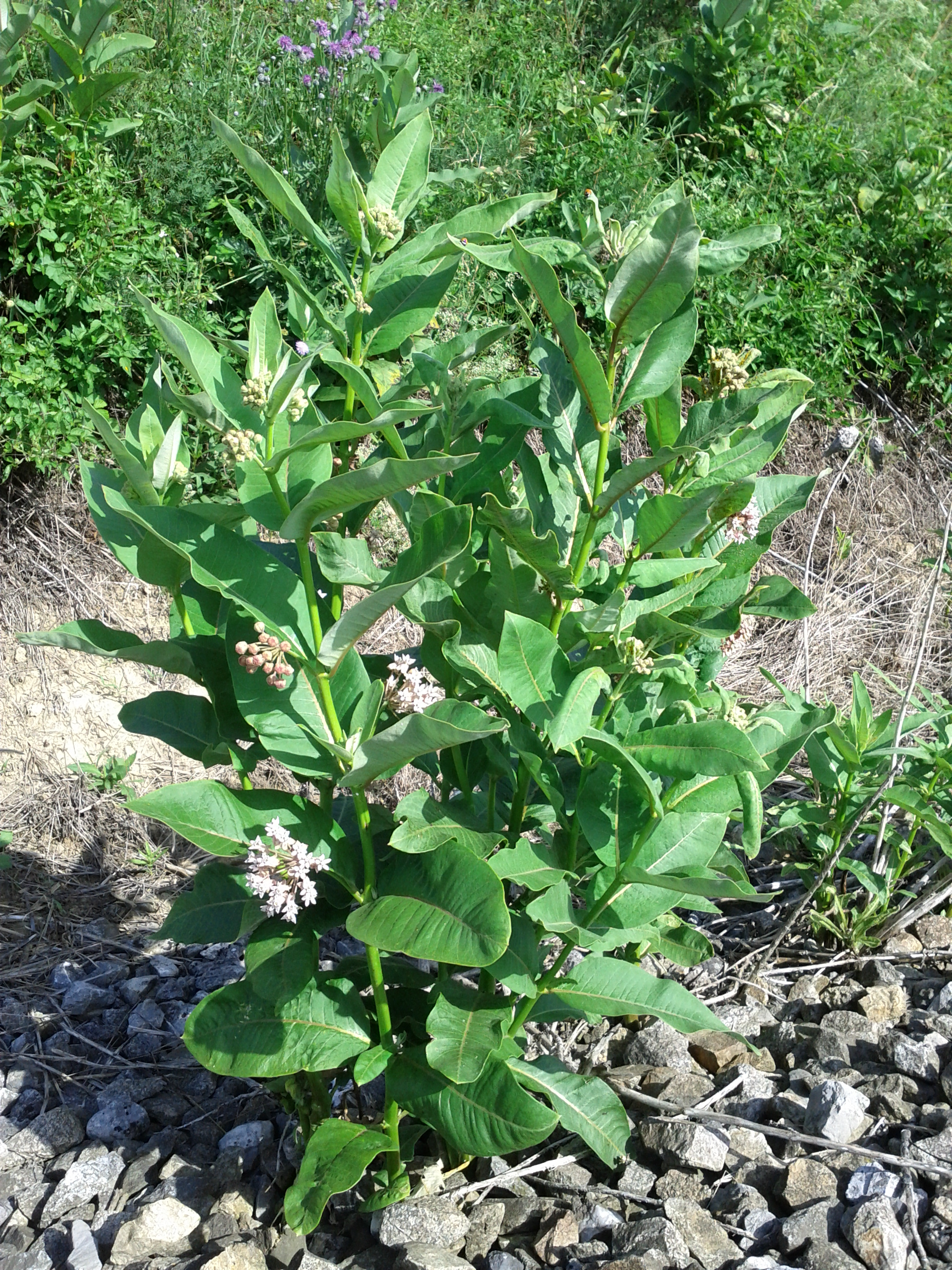
Habitus
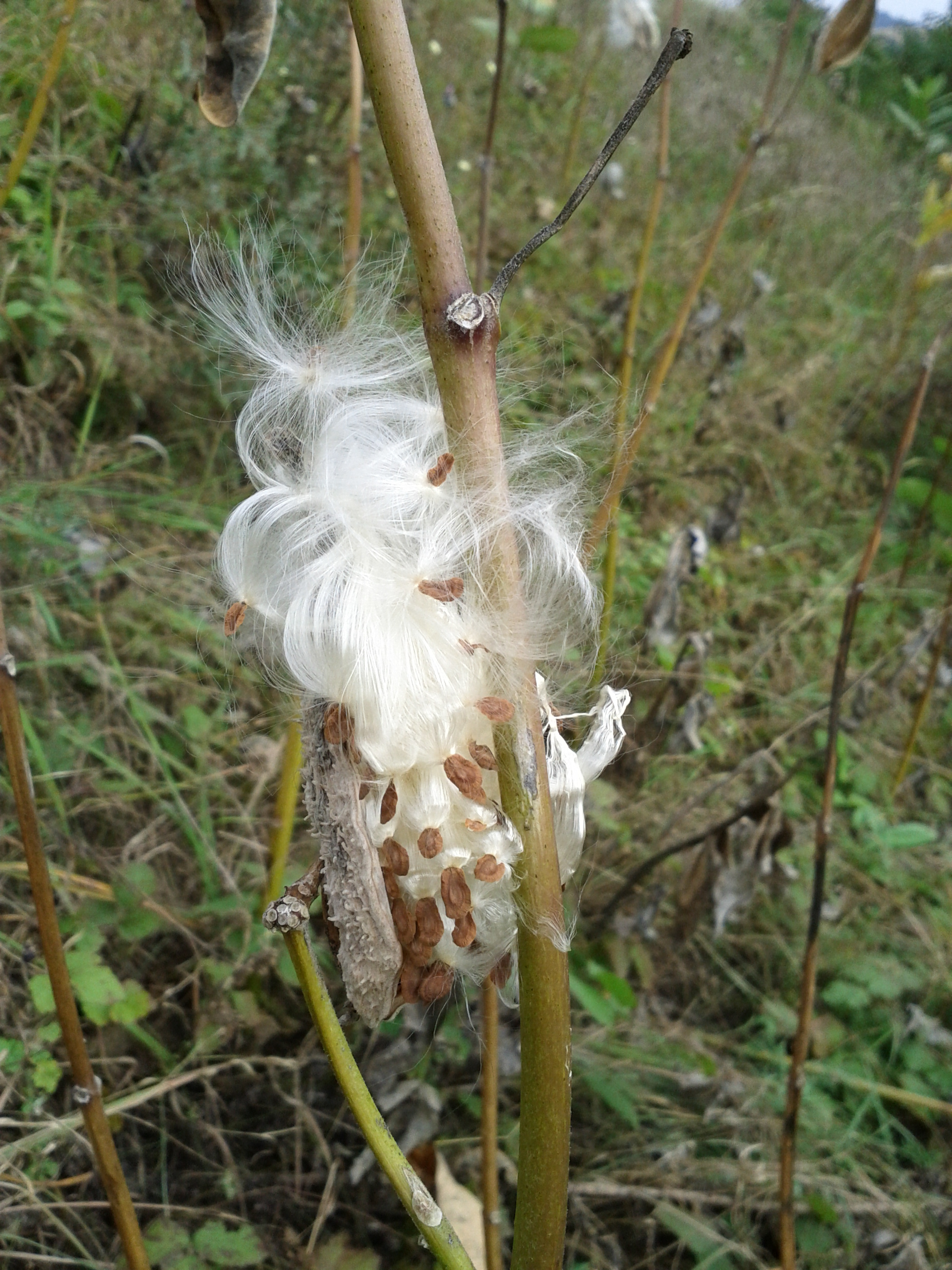
Sich öffnende, reife Balgfrucht

## Nutzung
Die Gewöhnliche Seidenpflanze wird selten als Zierpflanze in Staudenbeeten genutzt sowie als Bienenfutterpflanze und zur Gewinnung der Samenhaare als Polstermaterial. Früher fanden Versuche über die Nutzung als Faser- und Kautschukpflanze statt. Die Art ist seit spätestens 1629 in Kultur.
Im Westen der USA gilt sie als eine wichtige Futterpflanze für die Raupen des Monarchfalters, der berühmt und beliebt ist wegen seiner teilweise sehr weiten Wanderflüge zu Überwinterungsorten in Mexico. Durch Übernahme der Gifte der Raupenfutterpflanze sind die Falter mit ihrer auffälligen Färbung – die als Warntracht, also Aposematismus gedeutet wird – weitgehend vor Fressfeinden geschützt.
Die noch grüne Frucht wird auf Grund ihrer Ähnlichkeit zu Wellensittichen bzw. kleinen Papageien als Dekorationsobjekt vermarktet.
Man schneidet die Frucht von der Pflanze, wobei der Stiel an der Balgfrucht verbleibt. An der kleineren Verdickung der Frucht werden von beiden Seiten zwei schwarze Punkte angeklebt, die die Augen imitieren. Dann hängt man die Frucht um 180 Grad zu ihrer bevorzugten Wuchsrichtung gedreht an einen Faden. Auf Märkten findet man diese Dekorationsobjekte auch am Rand einer mit Wasser gefüllten Schüssel hängend. 

## Belege
- Scott Hagood: Asclepias syriaca – Beschreibung und Bilder bei Virginia Tech Weed Identification Guide (englisch).
- Eckehart J. Jäger, Friedrich Ebel, Peter Hanelt, Gerd K. Müller (Hrsg.): Rothmaler Exkursionsflora von Deutschland. Band 5: Krautige Zier- und Nutzpflanzen. Spektrum Akademischer Verlag, Berlin Heidelberg 2008, ISBN 978-3-8274-0918-8.
- Beschreibung und Bilder der Art bei Botanik im Bild.
- Carl von Linné: Species Plantarum. Band 2, 1. Auflage, Lars Salvius, Stockholm 1753 (Beschreibung von A. syriaca auf S. 214) online bei botanicus.org.